# PPファクトリー
PPファクトリー（ピーピーファクトリー）とは、フジテレビの体操番組『体操の時間。』にてバックダンサーとして活躍していた日本の体操ユニットである。

## 概要
このユニットはどちらも外国人お笑いコンビである塩コショーとイザベルとベネが結成した番組限定ユニットである。
PPファクトリーのPPの意味は『体操の時間。』のオリジナル体操『メキラブピース〜ピッタンペッタン体操〜』のピッタンペッタン（Pittan Pettan）の頭文字だと思われる。
しかし、メンバーの塩コショーが2008年3月15日を以て解散したためこのユニットも解散した。

## メンバー
- 塩コショー
  - ベルナール・アッカ
  - レックス・ジョーンズ
- イザベルとベネ
  - マサボ・イザベル・ナオミ
  - ディア・ベネディクト

## 出演番組
- 体操の時間。（フジテレビ、2007年4月2日〜2008年3月28日）